# Dossier Müller
Le dossier Müller est la publication posthume en 1957, par les Cahiers du Témoignage chrétien, des lettres écrites par Jean Müller alors qu'il était mobilisé en Algérie, et qui ont révélé aux Français l'usage de la torture pendant la guerre d'Algérie.
Jean Müller était un jeune Lorrain, catholique fervent et responsable scout, qui avait été choqué par la réalité observée en Algérie. Il a été tué dans une embuscade le 27 octobre 1956, à quelques jours de son retour prévu en métropole.
Le retentissement de cette publication est important ; les quotidiens comme Le Monde et L'Humanité en reprennent des extraits et sont saisis.
34 000 exemplaires des Cahiers (XXXVIII) sont vendus en quelques semaines.